# エリック・オルティス
エリック・オルティス・アパリシオ（Eric Ortiz Aparicio、1977年5月19日 - ）は、メキシコの男性プロボクサー。メキシコシティ出身。元WBC世界ライトフライ級王者。

## 来歴
1996年2月21日、プロデビュー。
2004年9月4日、IBF世界ライトフライ級王座挑戦者決定戦でウェンデル・ハニオラと対戦し、5回負傷判定勝ちで王座挑戦権を獲得した。
2005年3月11日、30戦目で世界王座初挑戦。WBC世界ライトフライ級王座決定戦でホセ・アントニオ・アギーレと対戦し、7回TKO勝ちで世界王座を獲得した。
2005年9月10日、初防衛戦でブライアン・ビロリアと対戦し、初回TKO負けで王座から陥落した。
2006年3月25日、IBF世界ライトフライ級王者ウリセス・ソリスに挑戦し、9回TKO負けで王座獲得ならず。
2009年7月11日、IBF世界フライ級王座挑戦者決定戦でフリオ・セサール・ミランダと対戦し、初回KO負け。
2010年4月22日、WBA世界フライ級暫定王者ルイス・コンセプシオンに挑戦し、4回TKO負けで王座獲得はならなかった。
2010年7月3日、ウリセス・ソリスと4年3か月ぶりに再戦し、10回0-3の判定負けを喫した。

## 獲得タイトル
- 第23代WBC世界ライトフライ級王座（防衛0度）